# Pistoolnevel
De Pistoolnevel is een emissienevel die de Pistoolster omringt. Ster en nevel liggen zo'n 25.000 lichtjaar van de Aarde, nabij de kern van de Melkweg. De nevel bevat 10 zonnemassa's geïoniseerd gas, dat een paar duizend jaar geleden werd afgestoten door de ster, die zich in de nevel bevindt. De nevel kreeg de naam vanwege de vorm op lageresolutiefoto's uit de jaren 80.
De Pistoolster, een lichtsterke blauwe variabele, is 1,7 miljard keer zo fel als onze eigen Zon en heeft ongeveer 120 tot 200 keer de massa van de Zon.